# 彌富站
彌富站（日语：／ Yatomi eki */?）是位於愛知縣彌富市鯏浦町中六，名古屋鐵道（名鐵）尾西線和東海旅客鐵道（JR東海）關西線的車站。車站編號為TB09（名鐵）和CJ05（JR東海）。
兩公司在站內共用，為共構與共站。此外，在車站南邊100米距離設有近畿日本鐵道（近鐵）名古屋線近鐵彌富站，可透過閘外轉乘。因此此站成為JR東海、近鐵、名鐵三間鐵路公司的轉乘站，三站均設有班次連接名古屋站（名古屋、名鉄名古屋、近鐵名古屋）。
名鐵從站出發的列車大部分直通至豐明站（平日日間為吉良吉田站）。但是，前往名鐵名古屋方向需繞過津島和須口。此站沒有列車晚間停泊，因此首班往津島方向的列車需從其他站或車廠前往此站。首班列車的出發時間較遲，沒有列車於上午5時時段出發。
JR方面，為區間快速和普通停車站、名鐵方面，為普通列車停車站。兩線大約每小時2班。從此站出發的名鐵列車最多以4卡編成。
曾經，名鐵尾西線各站與關西本線的蟹江、桑名、富田、四日市、加佐登、龜山、伊賀上野、奈良、櫻井線的天理、紀勢本線的紀伊長島、尾鷲、熊野市、新宮均有連絡運輸。

## 歷史
- 1895年（明治28年）
  - 5月24日：關西鐵道名古屋至此站開通，此站啟用，當時車站名為前須站（日语：／）。
  - 11月7日：車站改名為彌富站。
- 1898年（明治31年）4月3日：尾西鐵道（現時為名鐵尾西線）彌富至津島之間開業，開始與關西鐵道成為轉乘站。當時使用蒸氣機車行走[2]。
- 1907年（明治40年）10月1日：關西鐵道被國有化（日语：鉄道国有法）。
- 1909年（明治42年）10月12日：國有鐵道制定路線名稱。成為關西本線車站。
- 1923年 (大正12年) 11月：列車電氣化。
- 1925年（大正14年）8月1日：尾西鐵道被名古屋鐵道收購，成為名古屋鐵道尾西線。
- 1980年（昭和55年）10月1日：不再提供貨物裝卸服務。
- 1985年（昭和60年）3月14日：不再提供行李裝卸服務。
- 1987年（昭和62年）4月1日：伴隨國鐵分割民營化，國鐵車站由東海旅客鐵道（JR東海）營運。
- 1989年（平成元年）7月1日：名鐵車站業務委托JR東海負責[3]。
- 1992年（平成4年）11月：JR全線售票處開始營業[4]。
- 1997年 (平成9年）8月：車站大樓翻新尤現時模樣。
- 2006年（平成18年）11月25日：JR東海的IC卡TOICA開始使用。
- 2011年（平成23年）2月11日：名鐵的IC卡manaca開始使用。
- 2012年（平成24年）
  - 2月29日：交通儲值卡「Trans Pass」的服務終止，名鐵站也不可使用其儲值卡。
  - 4月21日：TOICA與manaca開始互相互通。
- 2020年（令和2年）12月：JR東海的集中旅客服務系統開始使用〈預定〉[5]。

## 車站構造
車站為一座地面車站，設有1面1線的單式月台和1面2線的島式月台，合共為2面3線的混合式月台，月台可容納6卡車廂。在車站大樓天井中間，設置了彌富市特產金魚的花窗玻璃。（舊車站大樓內的水族箱飼養了彌富金魚。）在車站大樓側邊（站內南邊）為單式月台（1號月台），在站內北邊為島式月台（2、3號月台），2月台之間設有跨線橋連接。1、2號月台之間設有供貨物列車待避用的非電氣化中線。在島式月台設有自動販賣機（向JR一方）。車站沒有升級機與電梯。JR線引入了自動廣播系統與進站音樂，名鐵線未引入這些系統。

### 月台
| 月台 | 公司   | 路線                        | 上下行 | 方向             |
| ---- | ------ | --------------------------- | ------ | ---------------- |
| 1    | JR東海 | 關西本線                    | 下行   | 四日市、松阪方向 |
| 2    | JR東海 | 關西本線                    | 上行   | 名古屋方向       |
| 3    | 名鐵   | 津島線 尾西線（津島〜彌富） | -      | 津島、須口方向   |

曾經在3號月台北邊設有貨物側線，以及名鐵與舊國鐵之間設有渡線。在尾西線結束貨物業務後撤走，現時成為停車場。名鐵路軌上沒有設置留置線，從佐屋方向的列車需在此站折返。
- JR 關西本線

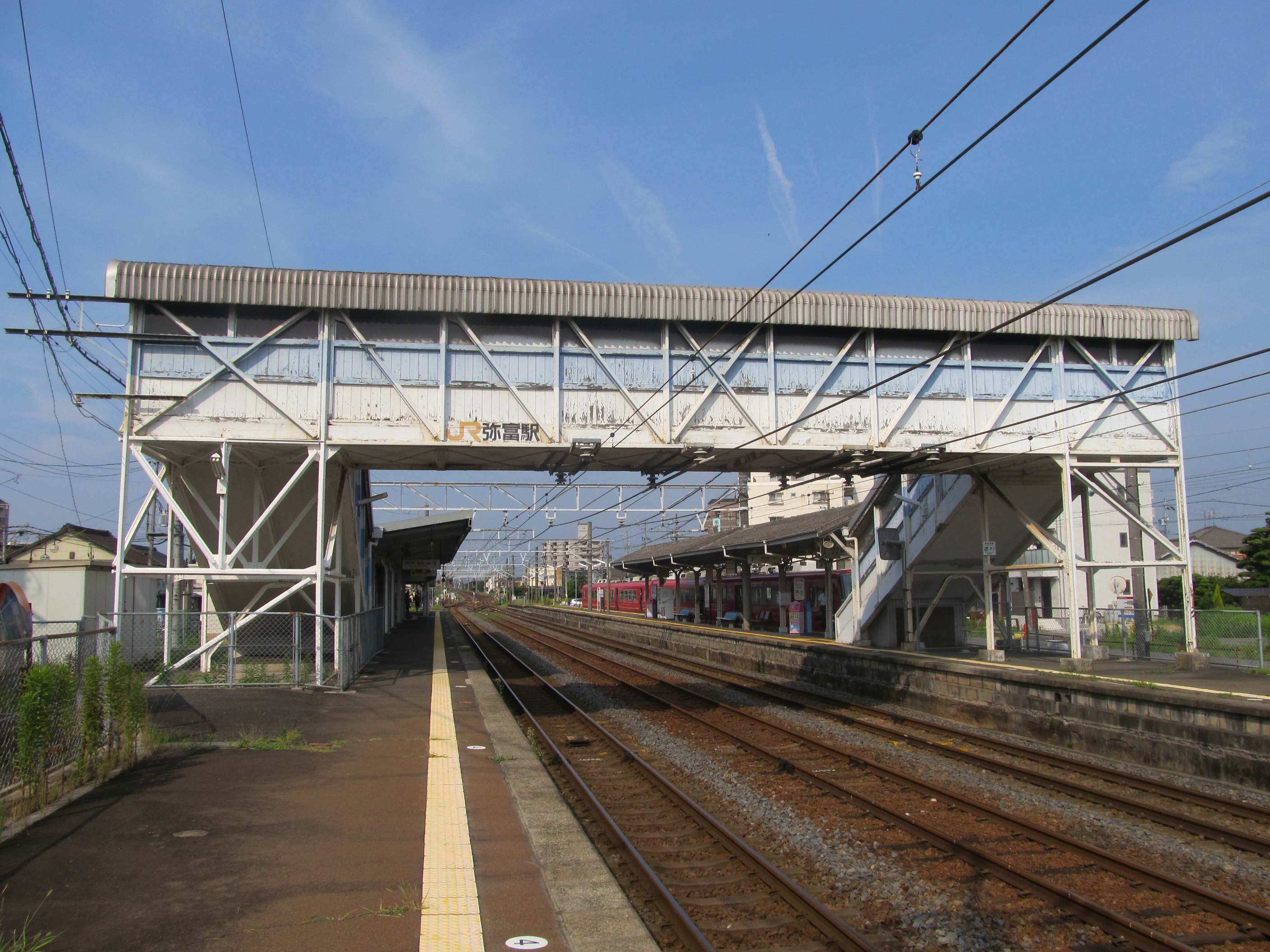
月台
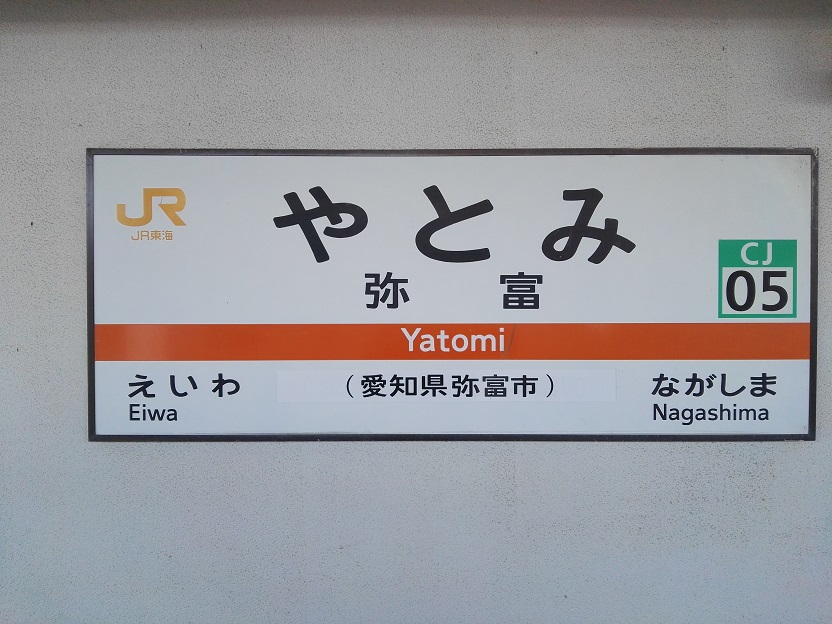
站名牌

- 名鐵 尾西線

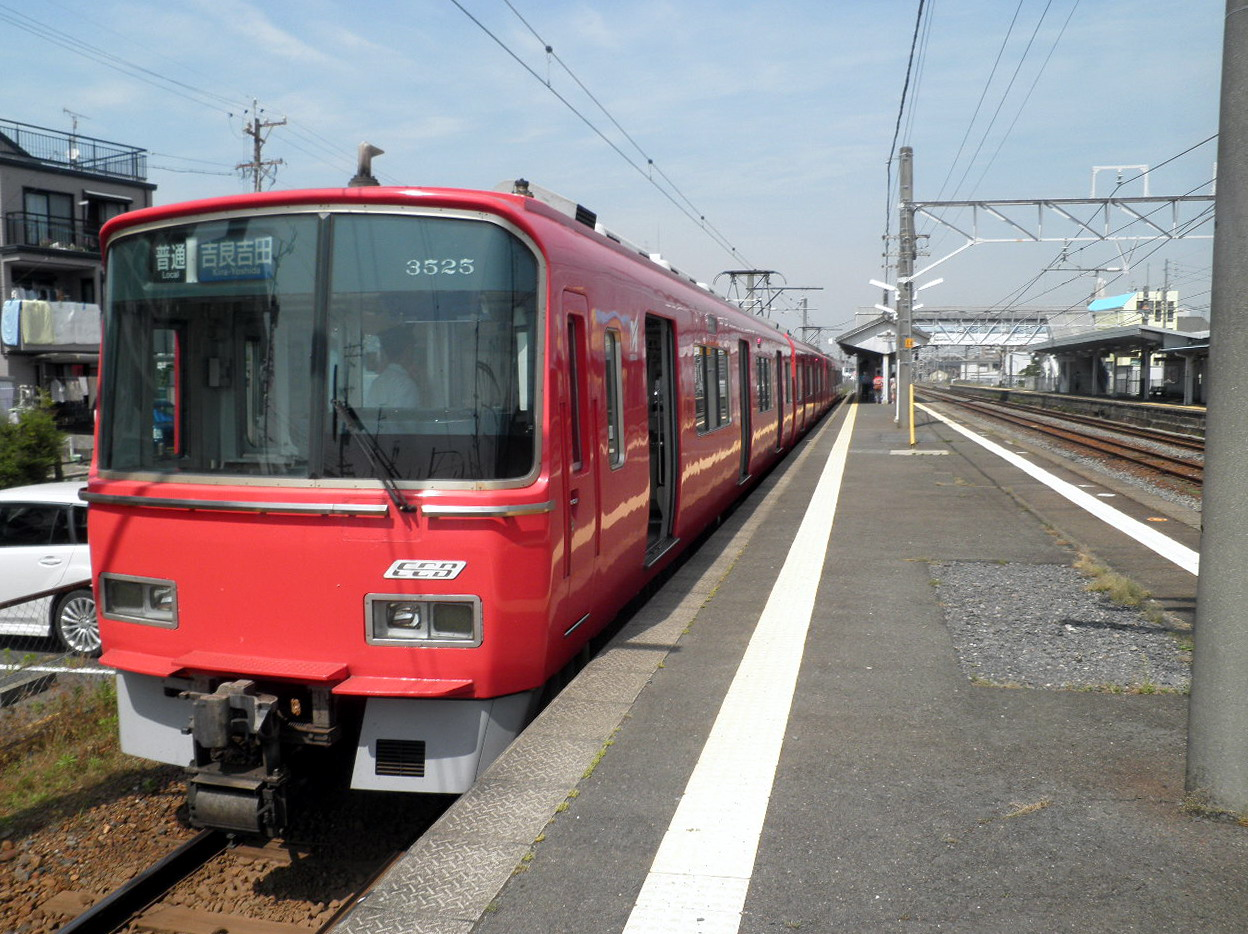
月台
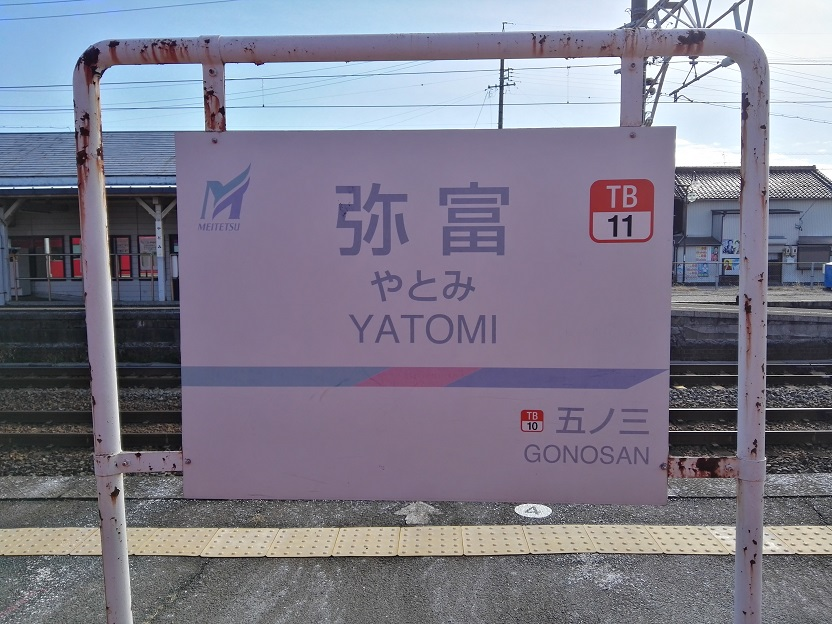
站名牌（與豐橋站3號月台相異，此牌不是使用JR東海款式）[注釋 2]
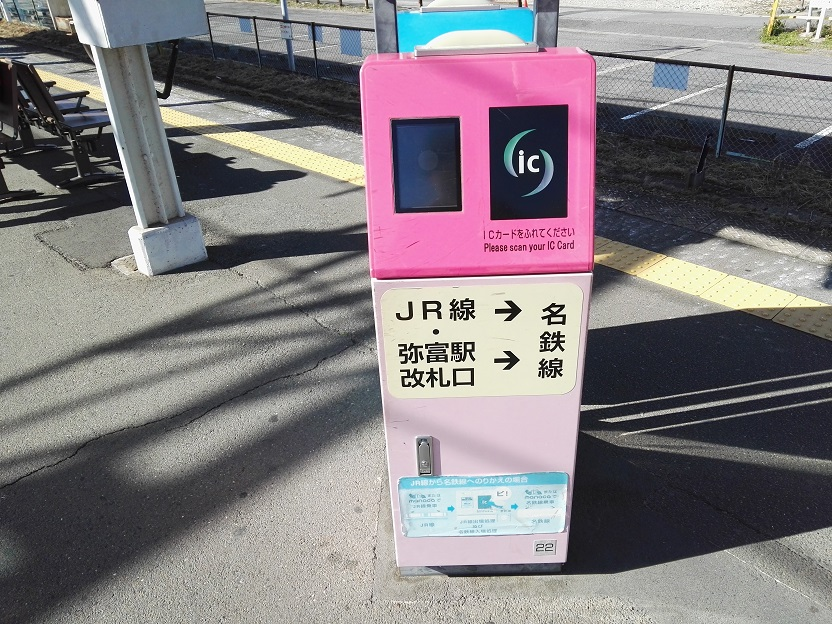
月台上的簡易IC卡閘機（名鐵線乘車用）
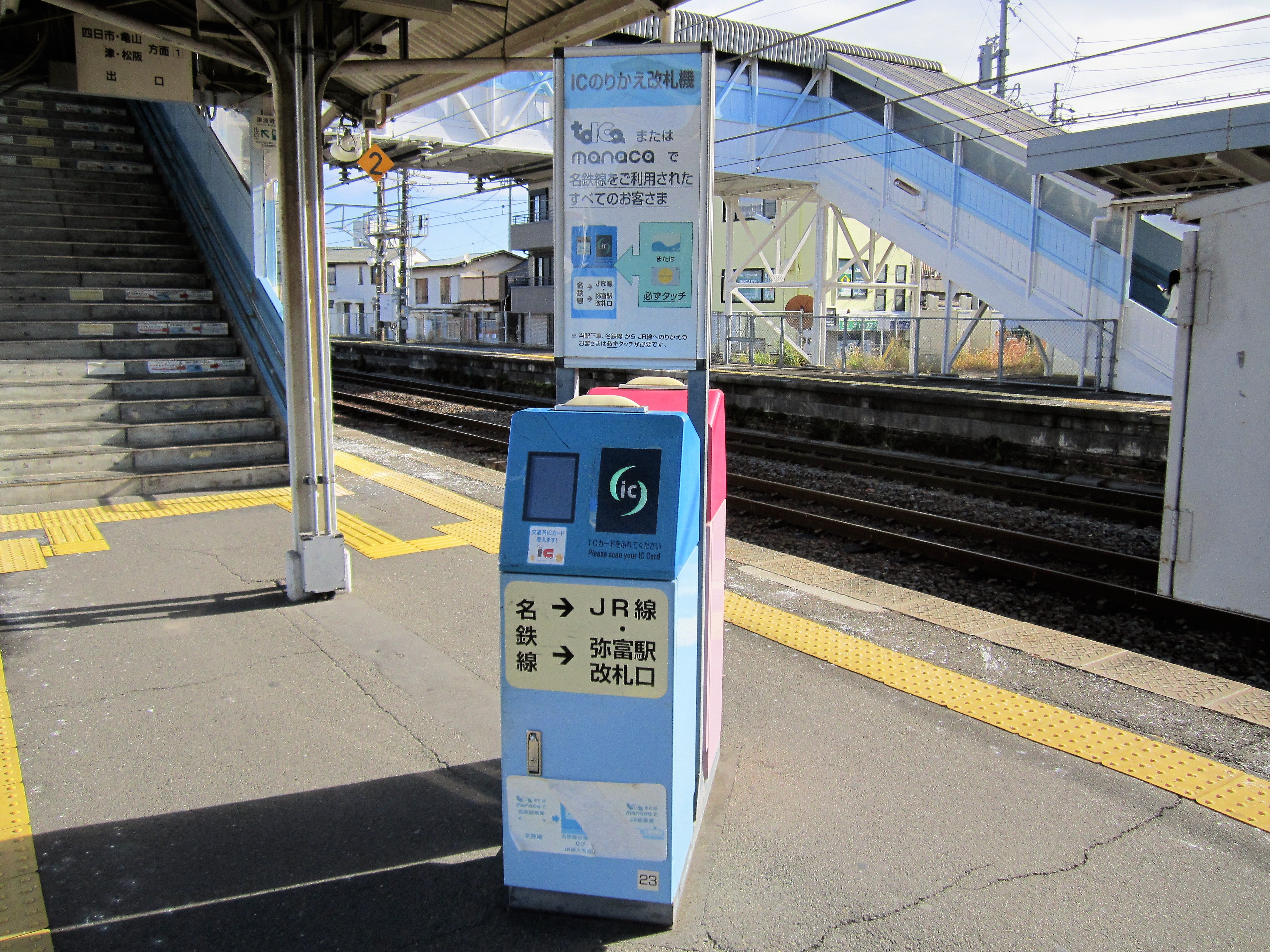
月台上的簡易IC卡閘機（名鐵線下車用）

### 日本最低車站

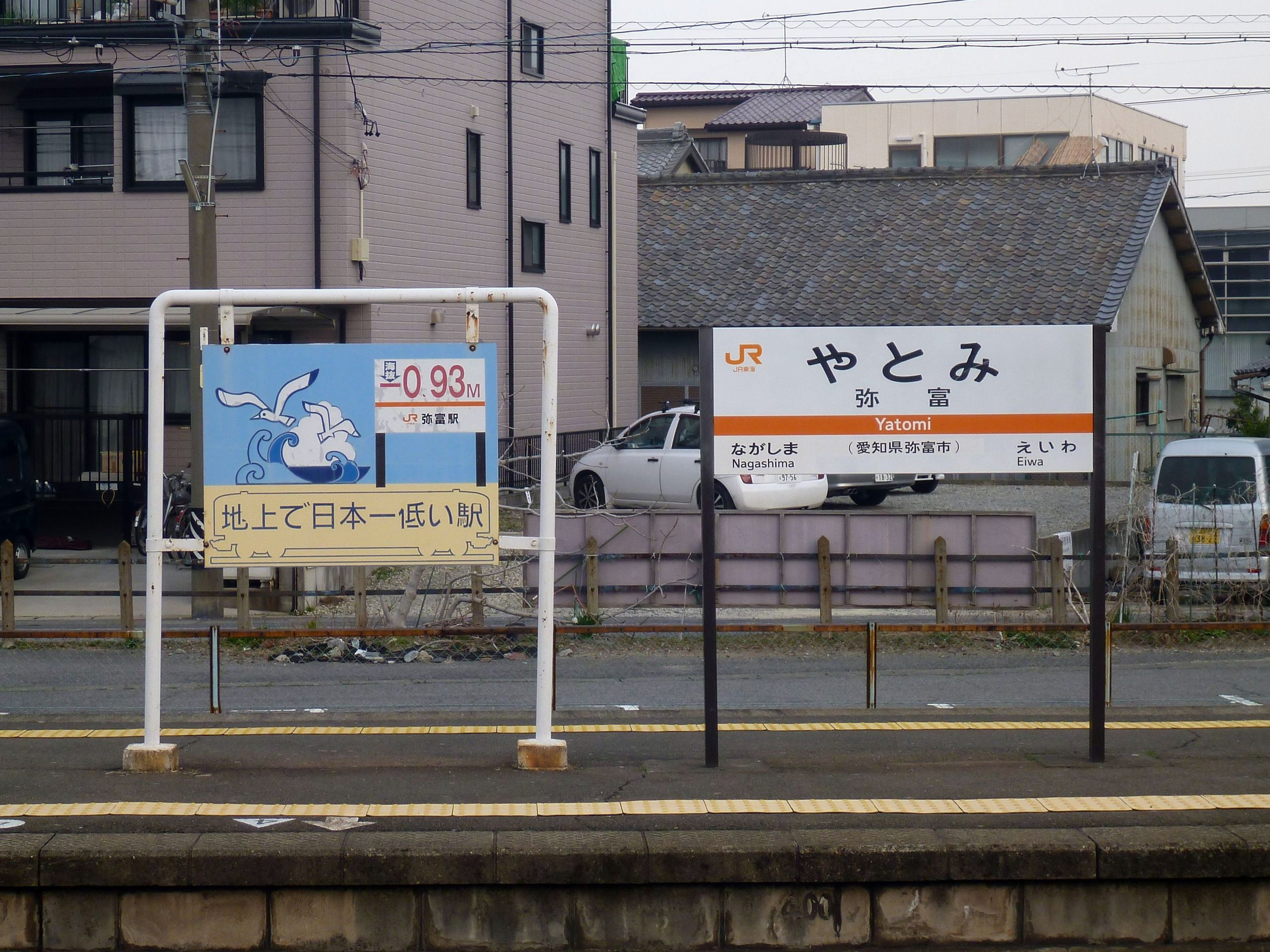
日本最低車站牌(目前塗成白色)

此站位於低於海平面地帶，使成為日本最低的地面車站（海拔負0.93米）。但是，根據鐵道評論家川島令三著作的書中指出，實際上南邊的近鐵彌富站比此站更低。

### 配線圖
| ← 名古屋方向                                       | 彌富站 站內配線略圖 | → 四日市方向 |
|                                                    | ↓ 津島方向          |              |
| 图例 参考文献： 黑線為JR關西本線，紅線為名鐵尾西線 |                     |              |

### 閘口
此站由JR東海負責車站業務，實際上委託東海交通事業負責。由桑名站管理，櫃臺營業時間為5:45至22:20，在營業時間內設有無人時間。名鐵方面由名鐵一宮站管理。車站大樓內部設有JR全線售票處與1台自動售票機，以及簡易TOICA閘機與TOICA增值機。JR閘機中可接受TOICA（包括可相互使用的IC卡），在名鐵線閘機中，只可接受manaca，不可使用磁式車票。
此外在自動售票機方面，使用為JR東海款式的觸控面板式自動售票機，購買名鐵線乘車票需在畫面右下方選擇「名鐵線」才能購買該車票。此站名鐵線的車票是使用JR東海款式（與背景花紋）的磁式車票。另外，在櫃臺中可購買名鐵線定期票（包括manaca定期票），但是不可購買名鐵企劃乘車票。
TOICA與manaca在JR線與名鐵線之間轉乘時，需使用簡易閘機作記錄。在2012年4月21日，TOICA與manaca開始共通前，2、3號月台上沒有簡易IC卡閘機，若需要進行轉乘，必須使用跨線橋前往閘機拍卡才能返回月台轉乘。

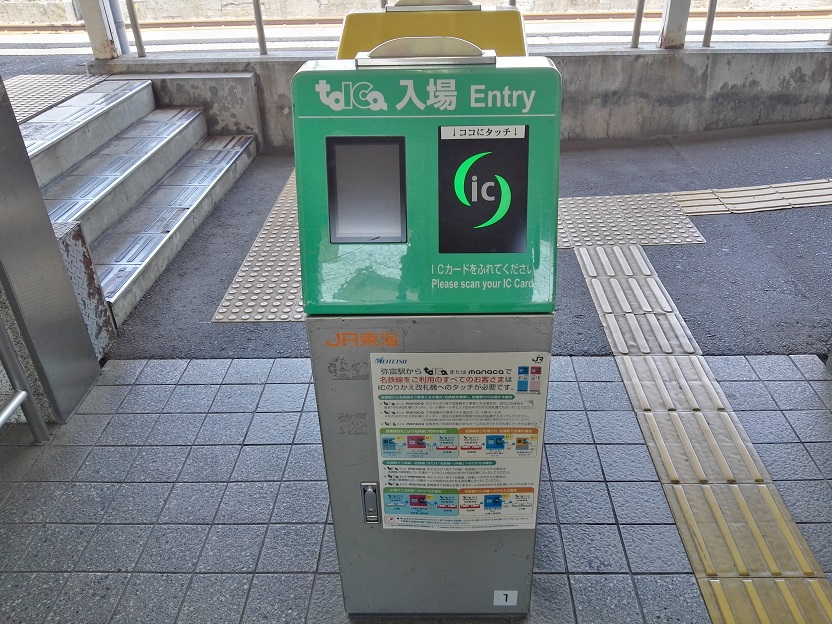
簡易TOICA閘機
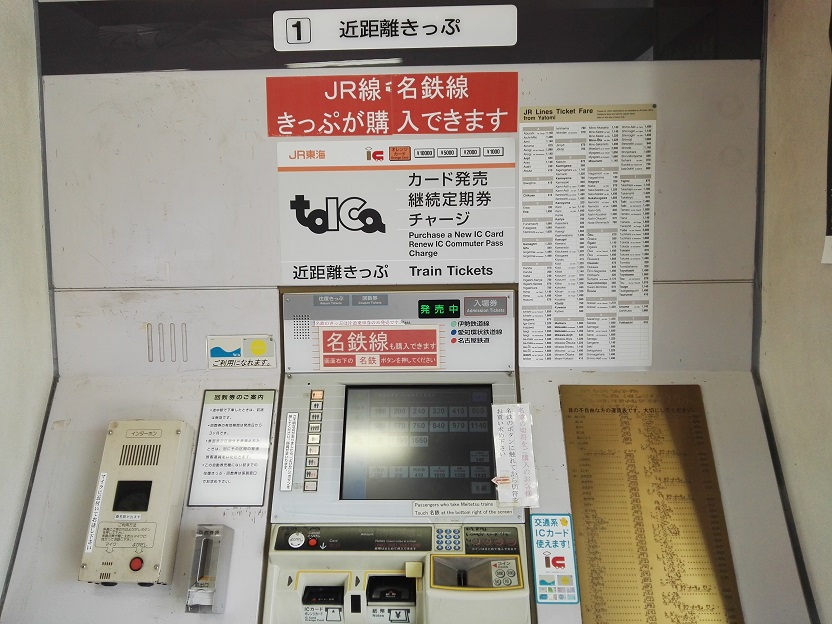
自動售票機
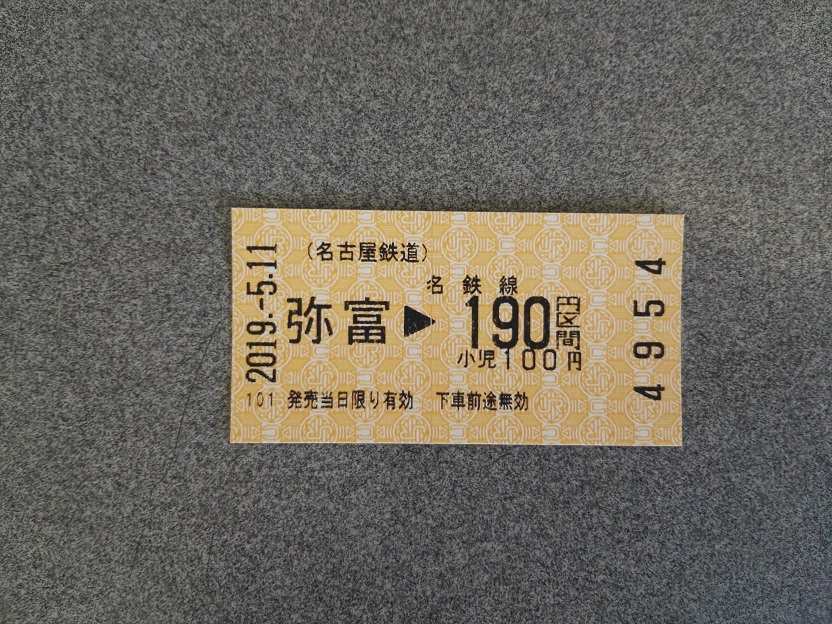
JR東海花紋的名鐵線車票

#### Trans Pass與manaca
Trans Pass
名古屋鐵道尾西線中曾經引入了Trans Pass，是一個例外情況引入該車票（名鐵在2008年3月27日的新聞發布中，指出不會在此站引入SF卡（即Trans Pass））。在2012年2月29日前，此站櫃臺還不可以處理Trans Pass車票，需要在月台上的自動補票機進行Trans Pass補票。使用Trans Pass入閘並此站下車時，需以現金支付車資，隨後發出一張證明書，下次使用同一張於名鐵線車站內Tran Pass入閘前，需處理取消入閘記錄。在此站日間時段中，櫃臺會臨時關閉，在該時段下車時不會收到證明書。在此站乘車並於下車出閘時使用Trans Pass的情況，需要以現金購買最短區間的乘車票，隨後在下車站以Trans Pass補票。
這個情況，一直至Trans Pass結束支援為止，即2012年2月29日。退回Trans Pass不需要手續費，但是由於此站沒有處理Trans Pass的機器，因此此站不能退回Trans Pass。
manaca

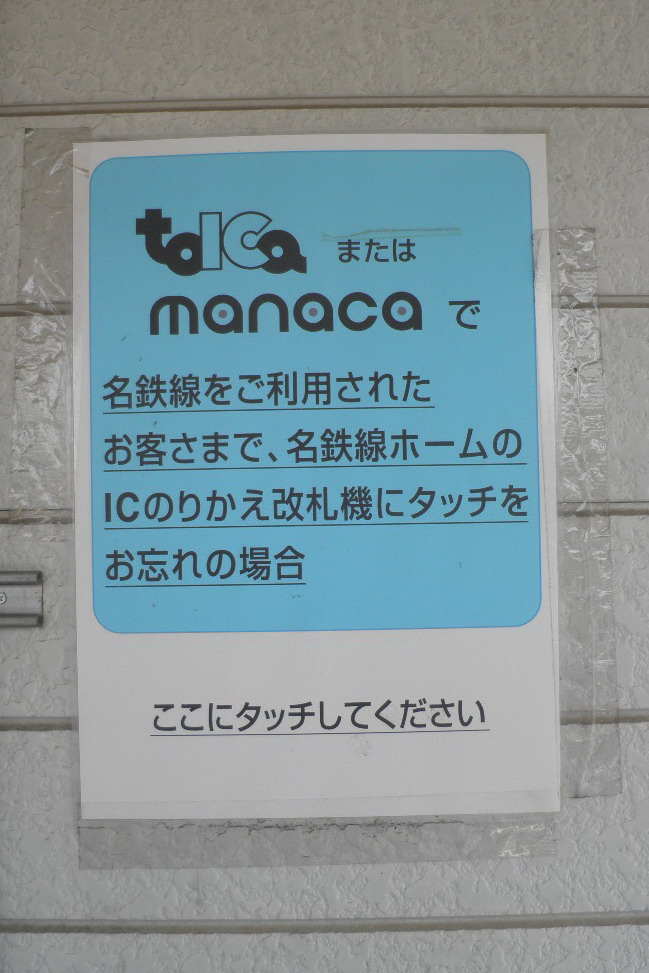
使用IC卡時，JR與名鐵轉乘方法的資訊牌

名鐵在2011年2月11日起，在此站引入IC卡「manaca」，在簡易IC卡閘機中兩方的IC卡也可使用。但是在2012年4月21日TOICA與manaca開始互相使用前，若需要在兩線轉乘時，需要先出閘，然後再次入閘。此外在同一時期，在出閘時若manaca的餘額不足，需先向車站職員把manaca進行增值，才能使用簡易IC卡閘機進行出閘處理。在早上、深夜與日間車站職員不在服務的時段，由於manaca不可在此站增值（此站的TOICA增值機只可TOICA專用），在不能出閘的情況下需要向名鐵有人車站中處理出閘處理記錄。
在2012年4月21日起，manaca與TOICA開始互相使用，manaca可以在此站增值（使用TOICA的增值機）。但是，使用TOICA與manaca於此站轉乘對方公司鐵路線時，需必須使用在站內的轉乘用簡易IC卡閘機（JR→名鐵為粉紅色，名鐵→JR為藍色）。另外在此站使用名鐵線的並於此站上下車時，需在閘口與月台上的簡易IC卡閘機拍兩次IC卡。詳細參見特殊閘口的使用方法 （页面存档备份，存于）。

## 利用状況
- JR東海
  - 根據中的提及，在2005年度的乘車人次中，不使用定期票為91,344人，使用定期票為242,423人，合計333,767人。
- 名古屋鉄道
  - 在中提及在2013年度，當時1日平均上下車人次為2,893人，為名鐵所有車站（275站）排名第148，尾西線（22站）中排名第7[11]。
  - 在中提及在1992年度，當時1日平均上下車人次為3,046人，為除岐阜市內線均一車費區間內各站（岐阜市內線、田神線、美濃町線徹明町站至琴塚站之間）外名鐵所有車站（342站）中排名第140，尾西線（23站）中排名第7[12]。
  - 根據中的提及，在2010年度的1日平均乘車人次為1,254人。

## 車站周邊
- 彌富市政廳
- 彌富郵局（日语：弥富郵便局）
- 近鐵名古屋線 近鐵彌富站（步行3分鐘）
- Wing Plaza Paddy（義津屋（日语：ヨシヅヤ）彌富店、Yamanaka（日语：ヤマナカ）彌富店）
- AEON Town彌富（日语：イオンタウン弥富）
- Kerma（日语：DCMカーマ） 彌富店
- 三菱日聯銀行 彌富分店
- 海南醫院（日语：海南病院）

## 相鄰車站
東海旅客鐵道（JR東海）
 關西本線
■ 快速「三重」、■ 快速
通過
■ 區間快速
蟹江（CJ03）－彌富（CJ05）－桑名（CJ07）
■ 普通
永和（CJ04）－（白鳥號誌站）－彌富（CJ05）－長島（CJ06）
名古屋鐵道
 津島線／尾西線（津島〜彌富）
彌富（TB11）－五之三（TB10）

## 注腳

## 外部連結
- 彌富站 - 名古屋鐵道 （页面存档备份，存于）（日語）